# Марково (област Стара Загора)
Вижте пояснителната страница за други значения на Марково.
Марково е село в Южна България. То се намира в община Братя Даскалови, област Стара Загора.

## География
Село Марково е разположено в Горнотракийската низина. То се намира в хълмиста местност. На изток се издигат Чирпанските възвишения, на север — южните склонове на Сърнена гора, на запад — местността „Кайряка“, а на юг „Ташлъка“. Селото е разположено по течението на река Омуровска. Граничи със селата: Найденово, Медово, Верен, Голям дол и Малък дол. Отстои на 25 километра от Чирпан, на 50 километра от Пловдив и 55 километра от Стара Загора. Свързано е с шосейни асфалтирани пътища с градовете и околните села. Има редовен автобусен транспорт.
Землището на село Марково заема 5660 декара от които – 4250 декара са обработваема земя. През селото преминава река Омуровска с ширина 2-5 м и дълбочина до 2 м. Дъното е предимно песъчливо. Реката е проходима. Има язовир, който се намира в местността Кара кория. Язовирът е на площ 100 декара, от които 80 декара на селото в 20 декара общинска земя. Язовирът е зарибен за риболов. Бреговете на язовира са полегати и лесно достъпни. Язовирът е с дълбочина 6 метра и с ширина 600 метра. Почвата на язовира е песъклива. Имало е изградена напоителна система която е покривала почти цялото землище.
В село Марково има два моста, от които единият е въжен /не може да се ползва – в процес на възстановяване/, а другият бетонен. Намират се в източния край на селото, на Омуровска река. Бетонният мост е дълъг 80 метра и широк 10 метра. Той е строен през 1994 година и е много стабилен. През селото минават третокласни и четвъртокласни пътища, които са асфалтирани и в добро състояние.

## История
Селото е било епицентър на Чирпанското земетресение.
Католическа и православна вяра.

## Културни и природни забележителности
Исторически музей съхранил миналото на селото е отворен за всички желаещи да го посетят. Входът е безплатен за ученици и пенсионери.
В близост до селото има язовир собственост на общината. Всяка първа събота след Гергьовден е насрочена за срещи от групата „Моето мило и родно Марково“